# Hitomi Yamaguchi
Pour les articles homonymes, voir Yamaguchi.
Hitomi Yamaguchi (山口 瞳, 3 novembre 1923 – 30 août 1995) est un populaire essayiste et romancier japonais de l'ère Shōwa.

## Jeunesse
Né au sein d'une famille de la classe ouvrière dans le quartier Azabu de l'arrondissement de Minato à Tokyo, Hitomi Yamaguchi doit subvenir à ses besoins pour aller au collège, puis fréquente l'université Kokugakuin. Après ses études, il travaille pour la maison d'édition Kawade Shobō, mais cette société fait faillite quelques années plus tard. Il trouve ensuite un emploi en tant que rédacteur en chef d'un magazine de vin publié par Kotobukiya (le précurseur de Suntory) ; Parmi ses collègues au magazine se trouvent Kaikō Ken et Ryōhei Yanagihara. La campagne de publicité qu'il monte popularise Hawaii en tant que destination touristique ainsi que la promotion du whisky Suntory.

## Carrière littéraire
La carrière littéraire de Hitomi Yamaguchi commence véritablement en 1954, lorsqu'il confie des articles au magazine de critique littéraire Gendai Hyoron (« Critique contemporaine »). 
Yamaguchi remporte l'édition 1963 du prix Naoki pour son roman Eburimanshi no yuga na seikatsu (« L'art de vivre raffiné de M. Tout-le-monde »), qui paraît en feuilleton dans le mensuel féminin Fujin Gahō, de 1961 à 1962. Cette histoire d'un travailleur en col blanc quelconque à Tokyo donne le ton pour un grand nombre de ses œuvres futures qui se moquent de la nouvelle richesse de la société urbaine dans les années 1960, par opposition à l'amère période de la guerre et de l'après-guerre.
Parmi ses autres titres Majime ningen (« Une personne sérieuse »), Izakaya Chōji (« La Taverne Chōji »), Ketsu zoku (« Liens de sang »), Kazoku (« Famille ») et Waga machi (« Notre ville »). Nanjamonja est un récit humoristique de voyages au Japon.
Yamaguchi écrit également une biographie de Hideo Yoshino, dans laquelle il décrit ses propres expériences au cours de la période où il vivait à Kamakura dans la maison voisine de celle de Yasunari Kawabata de 1945 à 1948. À l'époque de son séjour à Kamakura, il fréquente l'académie de Kamakura où parmi ses professeurs se trouvent Saegusa Hiroto, philosophe et historien des sciences, Hideo Yoshino, le poète tanka, et le romancier et poète Jun Takami. Après cela, il s'installe à Kunitachi dans la banlieue de Tokyo.
Dansei jishin (« L'Homme lui-même »), série d'essais spirituels sur les joies et les peines de la vie quotidienne, est publié en feuilleton dans le magazine hebdomadaire Shukan Shincho de 1963 jusqu'à sa mort en 1995 sur un total de 1 614 épisodes. 
Yamaguchi meurt en 1995. Sa tombe se trouve dans l'ancienne ville portuaire d'Uraga, à Yokosuka, dans la préfecture de Kanagawa.

## Adaptations au cinéma
- 1983 : La Taverne Chōji (居酒屋兆治, Izakaya Chōji?) de Yasuo Furuhata